# ゲアハルト・グルーバー
ゲアハルト・グルーバー（Gerhard Gruber, 1951年5月6日 - ）は、オーストリアの無声映画伴奏者、ピアニストである。

## 人物・来歴
1951年5月6日、オーストリアのオーバーエスターライヒ州ローアバッハ郡アイゲン・イム・ミュールクライスに生まれる。
1971年から1974年までグラーツ国立音楽大学でジャズを専攻する。同学卒業後の1974年から1987年までピアノ教師を務め、またさまざまなジャズバンドで演奏する。その一方で、1983年からは、ウィーンのヨーゼフシュタット劇場、ウィーン・フォルクス劇場、テアター・グルッペ80、ウィーン青年劇場といった劇場の演劇音楽の作曲家となり、1988年に無声映画伴奏者となる。以来、400作を超えるサイレント映画の伴奏を務め、ハンス・カール・ブレスラワー監督の Die Stadt ohne Juden （1924年）、グスタフ・ウツィツキ監督の Café Elektric （1927年）、あるいは、Der Wiener Prater im Film といった作品の音楽を手がけた。
2006年には、ネストイ劇場の How much, Schatzi? を手がけ、2008年に舞台芸術大賞を受賞した。

## フィルモグラフィ
伴奏のレパートリーとしてのサイレント映画の一覧である。
- 『メトロポリス』 : 監督フリッツ・ラング、1927年
- 『カリガリ博士』 : 監督ロベルト・ヴィーネ監督、1920年
- 『極北の怪異』 Nanook of the North : 監督ロバート・フラハティ、1922年
- Café Elektric : 監督グスタフ・ウツィツキ、1927年
- 『ファウスト』 Faust – eine deutsche Volkssage : 監督F・W・ムルナウ、1926年
- 『パンドラの箱』 : 監督ゲオルク・ヴィルヘルム・パープスト、1929年
- 『喜びなき街』 : 監督ゲオルク・ヴィルヘルム・パープスト、1925年
- 『戦艦ポチョムキン』 : 監督セルゲイ・エイゼンシュテイン、1925年
- 『吸血鬼ノスフェラトゥ』 : 監督F・W・ムルナウ、1922年
- 『死の銀嶺』 Die weiße Hölle vom Piz Palü : 監督ゲオルク・ヴィルヘルム・パープスト、1922年
- Die Sklavenkönigin : 監督マイケル・カーティス、1924年